# Rodrigo Guterres Girão
Rodrigo Guterres Girão (em castelhano: Rodrigo Gutiérrez Girón; m. 1193)

## Biografia

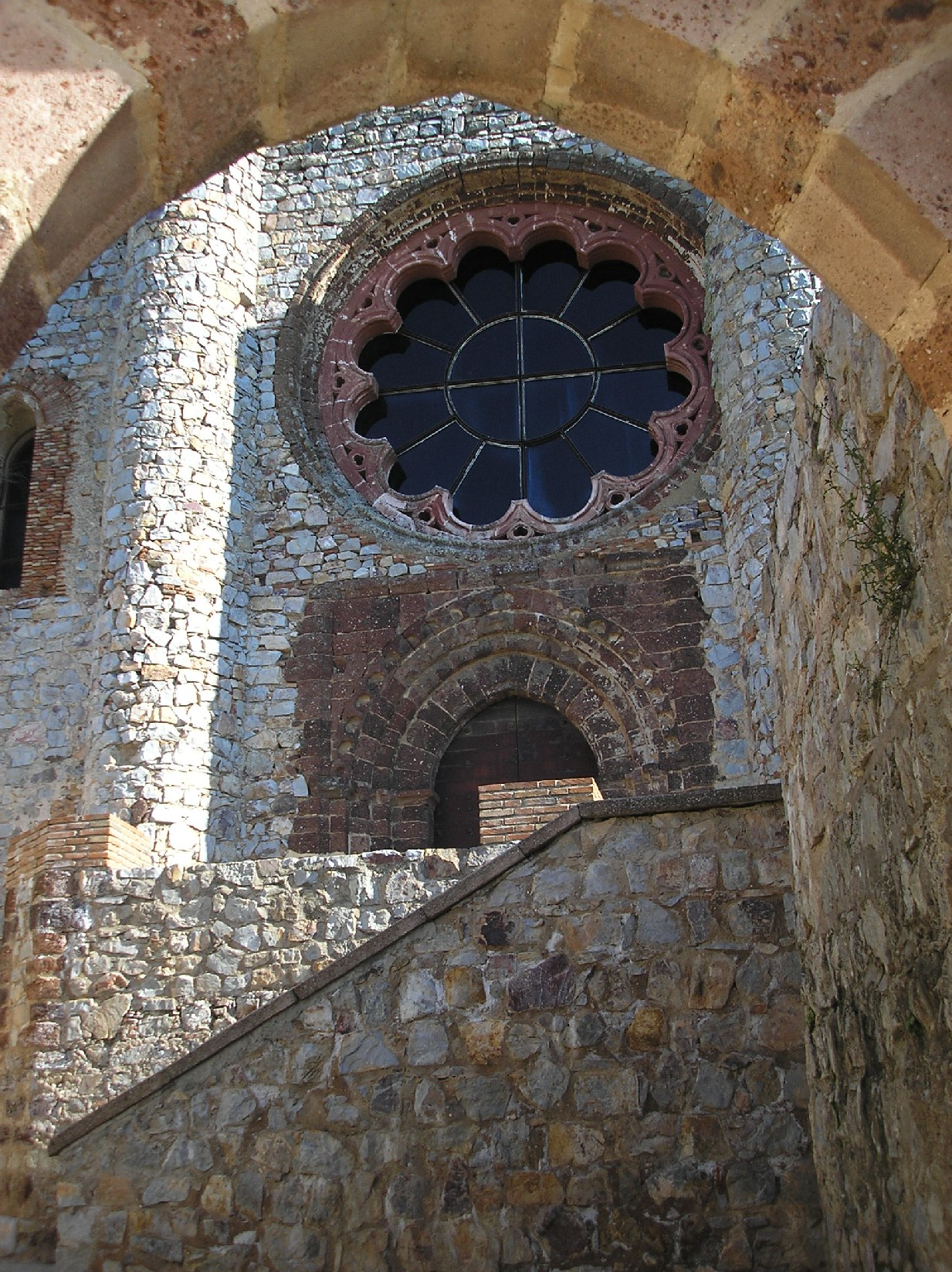
Castelo de Calatrava, antiguo castelo de Dueñas.

Mordomo-mor do rei Afonso VIII entre 1173 e final de 1193 excepto por curtos intervalos, ele e seus descendêntes formaram uma das famílias mais poderosas no Reino de Castela medieval, desempenhando um papel de extrema importância para a unificação final das coroas de Castela e Leão. Participou em várias batalhas importantes na reconquista do sul da Península Ibérica.
Foi tenente  de Gatón, Monzón, Torremormojón, Montealegre a metade de Carrión e Liébana, todas, excepto a última, em Tierra de Campos. Em 1179, o rei Afonso VIII lhe doou Borox e lhe concedeu licença para construir umos banhos e fornos em Toledo e moinhos em uma barragem do rio Tejo.
Em 1189 era tenente do Castelo de Higares em Mocejón e suas terras, que mais tarde, no mesmo ano, deixou em seu testamento ao bispo de Toledo e ao cabildo da catedral. Em 1191, Rodrigo e sua segunda esposa, Jimena, fez uma doação à Ordem de Calatrava da uma metade das rendas e propriedades que teve no castelo de Calatrava a Nova, e a outra metade aos filhos do primeiro matrimónio. Esta doação também incluiu a metade das outras propriedades em Borox, Mocejón e a metade do forno e moinho em Toledo.
Rodrigo faleciou em 1193 e foi enterrado na Catedral de Palência.

## Antepassados
A origem da linhagem Girão tem sido debatido entre os historiadores e genealogistas de todos os tempos. O primeiro que escreveu uma obra completa sobre esta família foi Jerónimo Gudiel, hagiógrafo de Pedro Téllez-Girão, primeiro duque de Osuna, publicada em 1577. Segundo Gudiel, os Girão vem de Cisneros e do conde chamado Rodrigo Gonçales de Cisneros membro da casa de Lara, seguindo a genealogia dada anteriormente por Pedro Afonso, conde de Barcelos. O genealogista Luis de Salazar y Castro em sua obra sobre a casa de Lara também errou e considerou o conde Gonçalo Pais, poderoso rico-homem das Asturias, como a cabeça da linhagem.
Os historiadores modernos, analisando documentos medievais, ter sido capaz de esclarecer as origens deste linhagem e consideram que vem da Tierra de Campos e possivelmente descendêntes do clan dos Banu Mirel. De acordo com estas investigações, Rodrigo Guterres Girão foi o filho de Guterre Teles e de Urraca Dias.[b]
O avô paterno de Rodrigo foi Telo Fernandes, nobre de Saldaña que figura como o tenente de Torremormojón em 1116 e mais tarde, em 1127 em Campos, e como tenente do castelo de Aceca onde morreu em 1133 quando foi tomado e destruído pelos almorávidas.
Rodrigo teve quatro irmãos: Álvaro, Pedro Guterres, esposo de María Bueso, Gonçalo, e Maior, esposa de Afonso Teles, filho de Telo Teles e Maior Suarez.

## Matrimónios e descendência

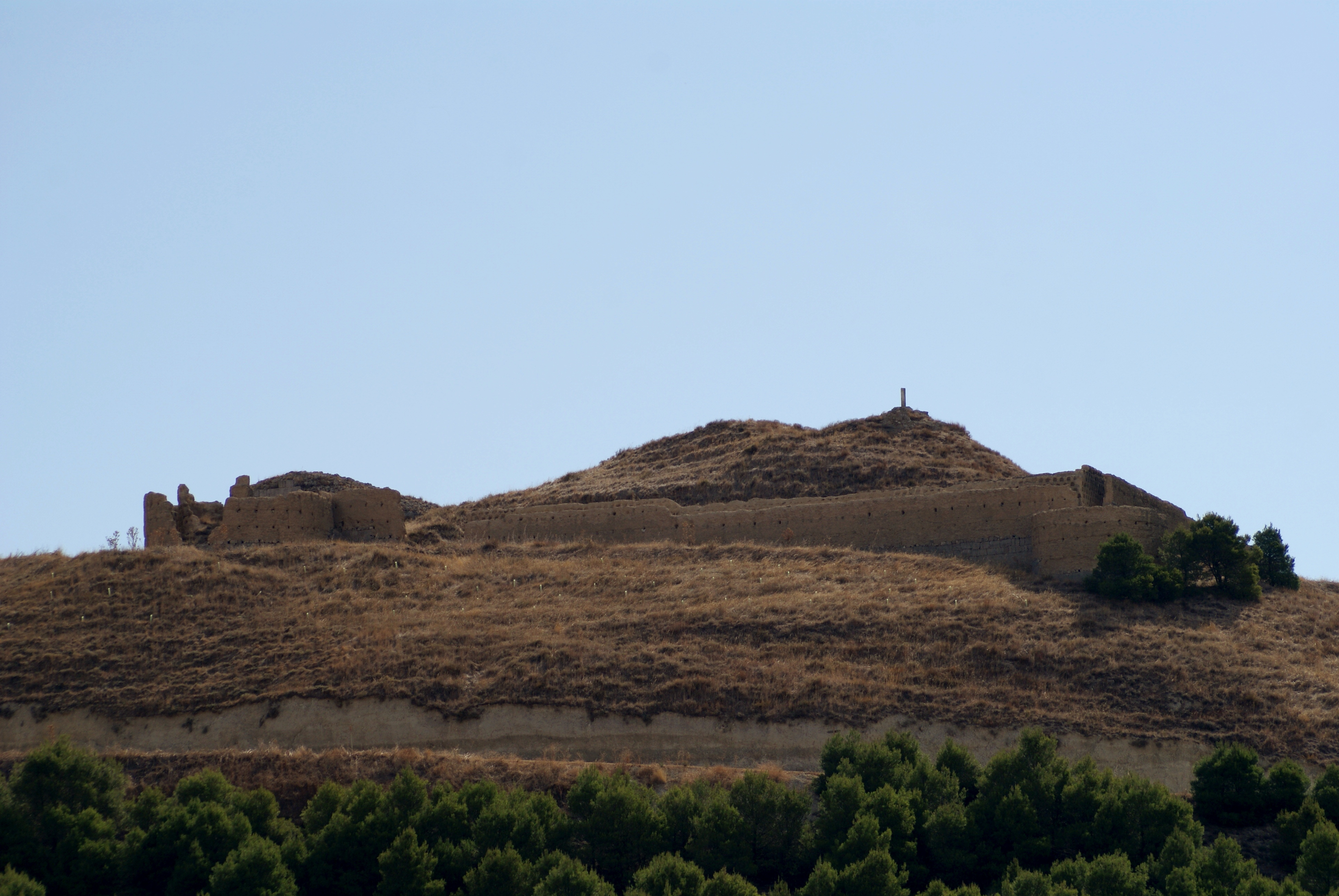
Castelo de Torremormojón

O seu primeiro casamento foi com Maria de Gusmão, filha  de Rodrigo Munhos de Gusmão e de Maior Dias. Deste matrimónio naceram oito filhos, como evidenciado numa venda que fizeram em 1194, depois da morte de seu pai, à Ordem de Calatrava da sua parte num castelo de Dueñas. Nesta doação, também figura um sobrinho dos irmãos, Rodrigo, filho do primogênito.[c]
- Gonçalo Rodrigues Girão, mordomo-mor e senhor de Frechilla e de Autillo de Campos.
- Guterre Rodrigues Girão, chanceler-mor desde o 7 de novembro de 1182 até o 22 de agosto de 1192, assina os documentos como Guterrio Roderici existente cancellario scripsit e foi bispo de Segovia entre 1194 e 1195, ano da sua morte na batalha de Alarcos.
- Álvaro Rodrigues Girão, que aparece em 1218 na documentação do Mosteiro de Santa María la Real de Aguilar de Campoo vendendo propriedades no Alfoz de Aguilar e em Quintanilla de Verezoza.
- Pedro Rodrigues Girão, esposo de Sancha Peres de Lumiares, filha de  Pedro Afonso Viegas, tenente de Neiva (1187) e de Trancoso (1184),[8] e de Urraca Afonso, filha ilegítima do rei Afonso Henriques. Pedro foi tenente da metade de Aveiro e teve importante descendência. Sua filha, Teresa Peres Girão foi a esposa de Álvar Dias de Noreña, que foram os pais de vários filhos, entre eles, o cardenal Ordonho Alvares.[9][10]
- Nuno Rodrigues Girão.
- Rodrigo Rodrigues Girão, chanceler e senhor da vila de Madrid.
- Teresa Rodrigues Girão, mulher de Ponce Vela de Cabrera, alferes do rei Fernando II, e avó de Fernando Perez Ponce de Leão.
- Elvira Rodrigues Girão (faleceu ca. 1211), a primeira esposa de Afonso Teles de Meneses, 2.º senhor de Meneses e 1.º de Albuquerque. Foram os avós de  Maior Afonso de Meneses a esposa do infante Afonso de Molina os pais da reinha Maria de Molina.

Rodrigo Guterres Girão, contraiu umas segundas nupcías com Jimena Osorez, filha do conde Osório Martínez ea condessa Teresa Fernandes de Villalobos, de quem não teve descendência. Ambos aparecen na doação à Ordem de Calatrava em 22 de novembro de 1191.

## As armas dos Girones
Reza uma lenda que havía um homem chamado Rodrigo Gonçales de Cisneros que salvou a vida do rei  Afonso VI na batalha contra os mouros, dando seu cavalo à rei para que pudesse escapar. Para que o rei não se esqueça de seu servicio, antes de marchar, cortou um pedaço da cota de armas do monarca (jirón, em espanhol). Mais tarde, compareceu ante o rei com estos fragmentos, suplicando permissão para que pudesse trazer em suas armas.
Esta lenda não tem fundamento já que nem os historiadores nem tradição popular mencionan esta façanha. Além disso, o costume de pintar armas familiares nos escudos era desconhecida no tempos do rei Afonso VI e näo foi até um século máis tarde que començara-se a usar brasões.